# Zakuta
Zakuta (cirill betűkkel Закута), település Szerbiában, a Raškai körzet Kraljevoi községében.

## Népesség
- 1948-ban 451 lakosa volt.
- 1953-ban 507 lakosa volt.
- 1961-ben 496 lakosa volt.
- 1971-ben 372 lakosa volt.
- 1981-ben 308 lakosa volt.
- 1991-ben 269 lakosa volt.
- 2002-ben 196 lakosa volt,[1] akik közül 195 szerb (99,48%) és 1 ismeretlen.[2]